# Оксид рения(III)
Оксид рения(III) — неорганическое соединение, окисел металла рения с формулой Re2O3,
чёрный порошок,
не растворимый в воде,
образует гидраты.

## Получение
- Гидролиз хлорида рения(III) в щелочной среде:

{\displaystyle {\mathsf {2ReCl_{3}+3H_{2}O\ {\xrightarrow {}}\ Re_{2}O_{3}+6HCl}}}

## Физические свойства
Оксид рения(III) образует чёрный порошок
.
Не растворяется в воде.
Образует гидрат состава Re2O3•n H2O.

## Химические свойства
- Легко окисляется в воде:

{\displaystyle {\mathsf {2Re_{2}O_{3}+O_{2}\ \xrightarrow {H_{2}O} \ 4ReO_{2}}}}